# 335306 Mouhot
335306 Mouhot è un asteroide della fascia principale. Scoperto nel 2005, presenta un'orbita caratterizzata da un semiasse maggiore pari a 2,2932946 au e da un'eccentricità di 0,2415548, inclinata di 5,54955° rispetto all'eclittica.